# Sava (monitor)
Sava (ranije Bodrog) bio je riječni monitor kojega je izgradila austro-ugarska mornarica 1904. Uspješno ga nasljeđuje jugoslavenska mornarica, Ratna mornarica NDH i JRM. 

## Povijest

### Prvi svjetski rat
"Bodrog" je sudjelovao u Prvom svjetskom ratu i austro-ugarskim operacijama na Dunavu i Savi protiv Srbije i kasnije Rumunjske, kad je plovio i do Constante. U ratu je bio aktivan od samog početka i prvih napada na Srbiju. No, početkom rata je bio oštećen u blizini Beograda te je morao na popravak, nakon čega se vratio u službu. 31. listopada 1918. "Bodrog" se nasukao kod Visnitse te je zarobljen i priljučen srbijanskoj dunavskoj floti.

### Između dva rata
Nakon raspada Austro-Ugarske "Sava" je formalno dodijeljena Kraljevini SHS 15. travnja 1920. Na dan 6. travnja 1941. služila je kao dio riječne protuzračne bitnice.

### Drugi svjetski rat
Vlastita posada je potopila "Savu" 12. travnja 1941. u zemunskoj luci kako ne bi pala u ruke Nijemcima. 1942. uz pomoć njemačkih inženjeraca izvađena je i uključena u riječnu flotu Ratne mornarice NDH pod imenom Sava. Uključena je u sastav flotile u Slavonskom Brodu. Bila je uglavnom usidrena na Savi u Slavonskom Brodu tijekom 1943. i 1944. "Sava" je patrolirala Savom štiteći konvoje koji su opskrbljivali njemačke postrojbe duž Save. U noći na 9. rujna 1944., posada monitora "Sava" je, dok su časnici spavali u gradu, otplovila do bosanske obale (nekih 2 km nizvodno), napustila i potopila brod, te se priključila partizanima u Bosni.

### Nakon rata
Nakon rata "Sava" je izvađena s dna te je do 1959. služila u riječnoj floti JRM. Nakon toga je povučena iz vojne službe te je do 1962. služila kao trgovački, teretni brod. 